# Кіпріянов Михайло Володимирович
Михайло Володимирович Кіпріянов (1902, місто Алапаєвськ Пермської губернії, тепер Свердловської області, Російська Федерація — зник безвісти в жовтні 1941, біля міста Вязьма Смоленської області, тепер Російська Федерація) — радянський партійний діяч, 1-й секретар Ленінабадського обкому КП(б) Таджикистану. Депутат Верховної ради Таджицької РСР 1-го скликання. 

## Біографія
Трудову діяльність розпочав у 1916 році учнем електромонтера, потім електромонтером у селищі Баранча Уральської області.
З 1924 по 1927 рік служив у військах ОДПУ СРСР. Член РКП(б) з 1925 року.
У 1927—1928 роках — електромонтер на заводі «Вольта» селищі Баранча Уральської області.
З 1928 року — відповідальний секретар заводського комітету, секретар осередку ВКП(б) заводу «Вольта»; секретар партійного комітету Алапаєвського та Уфалейського металургійних заводів Уральської області.
До 1931 року — завідувач організаційного відділу Кушвинського районного комітету ВКП(б) Уральської області.
З 1931 по 1933 рік був слухачем Комуністичного вишу імені Сталіна в Ленінграді, навчання не закінчив.
З 1933 року — заступник начальника політичного відділу Кам'янець-Подільської машинно-тракторної станції (МТС) Української СРР.
До квітня 1934 року — начальник політичного відділу Кулябської МТС Таджицької СРР.
У квітні 1934 — січні 1935 року — начальник політичного відділу Регарської МТС Таджицької СРР.
Із січня 1935 року — 1-й секретар Регарського районного комітету КП(б) Таджикистану.
До грудня 1937 року — завідувач відділу пропаганди та агітації ЦК КП(б) Таджикистану.
Із грудня 1937 року — т.в.о. 1-го секретаря Ленінабадського міського комітету КП(б) Таджикистану.
У 1938 — жовтні 1939 року — 1-й секретар Ленінабадського окружного комітету КП(б) Таджикистану.
У жовтні 1939 — вересні 1940 року — 1-й секретар Ленінабадського обласного комітету КП(б) Таджикистану.
З вересня 1940 року — слухач Вищої партійної школи при ЦК ВКП(б) у Москві.
З червня 1941 року — в Червоній армії, учасник німецько-радянської війни. Служив заступником начальника політичного відділу 32-ї армії Резервного (Західного) фронту РСЧА на Можайській лінії оборони. У жовтні 1941 року зник безвісти під час важких боїв в оточенні в районі на захід від міста Вязьма Смоленської області.

## Звання
- старший батальйонний комісар

## Нагороди
- орден Трудового Червоного Прапора
- орден «Знак Пошани» (17.10.1939)